# How Do You Solve a Problem like Maria?
How Do You Solve a Problem like Maria? é um talent show britânico apresentado por Graham Norton e exibido pela BBC One de 29 de julho de 2006 a 16 de setembro de 2006.  O programa busca por uma artista desconhecida para interpretar o papel de Maria von Trapp na produção teatral de Andrew Lloyd Webber e David Ian, The Sound of Music de 2006.
Connie Fisher ganhou a votação final do público, e um contrato de seis meses para interpretar Maria na produção do West End.

## O programa
O papel principal de Maria von Trapp na nova produção do West End de The Sound of Music, a ser encenada por Andrew Lloyd Webber e David Ian, seria interpretado pela atriz estadunidense Scarlett Johansson. As negociações fracassaram, e após uma busca de quatro anos por uma atriz para ocupar o papel, Lloyd Webber propôs a BBC permitir que o público escolhesse o papel por meio de um talent show busca de talentos no estilo Popstars. O programa também rendeu versões e séries similares no exterior.

## Jurados
- Andrew Lloyd Webber - compositor e produtor de teatro musical.
- David Ian – produtor teatral.
- John Barrowman - intérprete musical , dançarino, cantor e ator.
- Zoe Tyler – treinadora vocal, cantora e artista.

## Finalistas
| Finalistas           | Idade*  | Local         | Cor do vestido | Colocação                               |
| -------------------- | ------- | ------------- | -------------- | --------------------------------------- |
| Laura Sicurello      | 26 anos | Milton Keynes | Amarelo        | Eliminado em primeiro lugar na semana 1 |
| Belinda Evans        | 28 anos | Somerset      | Azul escuro    | Eliminado em 2º lugar na semana 2       |
| Meliz Serman         | 23 anos | Chingford     | Dourado        | Eliminado em 3º lugar na semana 3       |
| Simona Armstrong     | 28 anos | Greenford     | Roxo           | Eliminado em 4º lugar na semana 4       |
| Leanne Dobinson      | 20 anos | Colchester    | Lilás          | Eliminado em 5º lugar na semana 4       |
| Abigail "Abi" Finley | 23 anos | Prestwich     | Azul claro     | Eliminado em 6º lugar na semana 5       |
| Aoife Mulholland     | 28 anos | Salthill      | Verde          | Eliminado em 7º lugar na semana 5       |
| Siobhan Dillon       | 21 anos | Staffordshire | Vermelho       | Terceiro lugar (Eliminado na Semana 6)  |
| Helena Blackman      | 23 anos | Southampton   | Rosa           | Vice-campeã                             |
| Connie Fisher        | 23 anos | Haverfordwest | Laranja        | Ganhadora                               |